# Вашкевич, Владимир Романович
Влади́мир Рома́нович Вашке́вич (17 [30] марта 1900, мест. Зембин, Борисовский уезд, Минская губерния — 10 июня 1970 года, Москва) — советский военный деятель, генерал-полковник (31 мая 1954 года).

## Начальная биография
Родился 17 [30] марта 1900 в местечке Зембин ныне Борисовского района Минской области.
В 1911 году он окончил двухклассное земское училище, из-за бедности семьи с этого времени жил и работал самостоятельно. В июле 1915 года переехал в Петроград, работал чернорабочим на Трубочном заводе, вечерами учился и в феврале 1917 года экстерном сдал экзамены за 6-й класс при Введенской гимназии Петра Великого, после чего получил должность в конторе завода.

## Военная служба

### Гражданская война
В июле 1917 года вступил в красногвардейский отряд района Васильевского острова, который во время Октябрьской революции охранял Николаевский мост. В январе 1918 года вернулся в Зембин к тяжело больной матери, там же вступил в местный красногвардейский отряд. В конце февраля 1918 года в ходе интервенции Центральных держав отряд с боями отступил в Борисов, а затем и в Оршу.
5 марта 1918 года призван в ряды РККА и направлен красноармейцем в 4-й эскадрон в составе 1-го конного полка (Могилёвская дивизия), был членом эскадронного и секретарём полкового комитетов, членом Оршанского совета депутатов.
В сентябре 1918 года В. Р. Вашкевич переведён в отдельный кавалерийский эскадрон в составе 17-й стрелковой дивизии (Западная армия), где назначен на должность инструктора-агитатора, а в ноябре — на должность командира взвода, после чего принимал участие в боевых действиях на двинском направлении против немецких войск. В январе 1919 года эскадрон был преобразован во 2-й кавалерийский дивизион, после чего вёл бои в районе Домбровицы, Сарны и Коростень против войск под командованием С. В. Петлюры. С весны 1919 года служил командиром взвода и комиссаром кавалерийского дивизиона и принимал участие в боевых действиях под Молодечно и Полоцком в ходе советско-польской войны. В 1919 году вступил в ряды РКП(б).
В декабре 1919 года эскадрон в районе Полоцка был преобразован в 17-й кавалерийский полк в составе 17-й стрелковой дивизии, а В. Р. Вашкевич, назначен помощником командира эскадрона, а в феврале 1920 года — помощником комиссара этого же полка, после чего принимал участие в боях в районе Жлобина и на Березине против польских войск. В начале апреля 1920 года направлен на учёбу на 2-е Петроградские кавалерийские курсы, однако через две недели направлен в распоряжение Юго-Западного фронта, а затем — в 81-й кавалерийский полк в составе 14-й кавалерийской дивизии (1-я конная армия), в составе которого служил командиром взвода и эскадрона и принимал участие в боевых действиях на житомирском и бердичевском направлениях во время советско-польской войны. 15 июля 1920 года ранен, а затем заболел сыпным тифом, после чего лечился в армейском госпитале, а с конца месяца — в санчасти Петроградских кавалерийских курсов и после выздоровления продолжил учёбу на курсах, по окончании которых в сентябре 1920 года назначен на должность начальника пулемётной команды в составе кавалерийского полка (8-я стрелковая дивизия, 16-я армия), а в декабре — на должность военного комиссара 17-го кавалерийского полка в составе 17-й стрелковой дивизии.

### Межвоенное время
В апреле 1921 года В. Р. Вашкевич направлен на учёбу в Высшую кавалерийскую школу РККА в Петрограде, после окончания которой в сентябре 1923 года направлен в 7-ю Самарскую кавалерийскую дивизию (3-й кавалерийский корпус), в составе которой назначен на должность командира и комиссара эскадрона в составе 38-го кавалерийского полка, а в июля 1924 года — на должность начальника штаба 42-го кавалерийского полка. С сентября 1924 года служил начальником оперативной части штаба 17-й кавалерийской дивизии (Белорусский военный округ).
В 1925 году направлен на учёбу в Военную академию РККА имени М. В. Фрунзе, по окончании которой в июле 1928 года назначен начальником штаба 7-й отдельной Туркестанской кавалерийской бригады (Среднеазиатский военный округ), в течение пяти месяцев исполнял должность командира бригады. В 1930 году принимал участие в боевых действиях против басмачества, в том числе против отрядов под командованием курбаши Ибрагим-бека.
С февраля 1931 года В. Р. Вашкевич учился в адъюнктуре в Военной академии имени М. В. Фрунзе, после окончания которой в мае 1932 года оставлен в академии и служил преподавателем тактики, старшим руководителем кафедры конницы и начальником-комиссаром 1-го курса.
В июне 1935 года назначен на должность командира и комиссара 30-й кавалерийской дивизии (Ленинградский военный округ), в июле 1937 года — на должность начальника штаба 4-го казачьего корпуса имени тов. Будённого, а в декабре 1938 года — вновь на должность начальника курса Военной академии имени М. В. Фрунзе.

### Великая Отечественная война
1 июля 1941 года генерал-майор В. Р. Вашкевич назначен на должность командира формирующейся 2-й дивизии народного ополчения Сталинского района Москвы, в сентябре преобразованной во 2-ю стрелковую дивизию. Вскоре дивизия передана в состав 32-й армии (Резервный фронт), после чего в октябре участвовала в Вяземской оборонительной операции, в ходе которой 7 октября попала в окружение, из которого В. Р. Вашкевич вышел в ноябре того же года вместе с небольшой группой бойцов и командиров дивизии.
16 ноября 1941 года назначен командиром 5-й стрелковой дивизии, которая принимала участие в боевых действиях в ходе Калининской оборонительной и наступательной операций. 20 декабря 1941 года освобождён от занимаемой должности и 1 марта 1942 года назначен командиром 359-й стрелковой дивизии, которая принимала участие в боевых действиях в ходе Ржевско-Вяземской и в Первой Ржевско-Сычёвской наступательных операциях.
29 сентября 1942 года назначен на должность начальника штаба 20-й армии, участвовавшей в ходе Второй Ржевско-Сычёвской, Второй Ржевско-Вяземской операций.
С 21 апреля 1944 года служил начальником штаба 3-го Прибалтийского фронта и принимал участие в разработке и проведении Псковско-Островской, Тартуской и Рижской наступательных операций. В октябре 1944 года войска 3-го Прибалтийского фронта были переданы другим фронтам, а штаб фронта выведен в резерв Ставки Верховного Главнокомандования, где оставался до конца войны.

### Послевоенная карьера
С июля 1945 года служил начальником штаба Прибалтийского военного округа.
В октябре 1951 года направлен на учёбу на Высшие академические курсы при Высшей военной академии имени К. Е. Ворошилова, после окончания которых с июня 1952 года находился в распоряжении начальника академии и в июне 1953 года назначен начальником штаба Закавказского военного округа.
В марте 1954 года направлен в Польскую Народную Республику, где служил Главным военным советником при начальнике Генерального штаба Войска Польского и военным атташе при Посольстве СССР в Польше.
В марте 1955 года вернулся в СССР и назначен на должность начальника кафедры стратегии в Высшей военной академии имени К. Е. Ворошилова, а с июля 1956 года находился на научно-исследовательской работе в Генеральном штабе Вооружённых Сил СССР.
Владимир Романович Вашкевич 11 февраля 1961 года вышел в отставку. Умер 10 июня 1970 года в Москве. Похоронен на Преображенском кладбище города.

## Воинские звания
- Комбриг (26 ноября 1935 года);
- Генерал-майор (4 июня 1940 года);
- Генерал-лейтенант (22 февраля 1944 года);
- Генерал-полковник (31 мая 1954 года).

## Награды
- Орден Ленина (21.02.1945);
- Четыре ордена Красного Знамени (01.04.1943, 23.08.1944, 03.11.1944, 24.06.1948);
- Орден Кутузова 1 степени (29.06.1945);
- Орден Красной Звезды (28.10.1967)[6];
- Медали;
- Наградное оружие от ЦИК Таджикской ССР (1930);
- Почётная грамота ЦИК и СНК Белорусской ССР (23.02.1925).